# Hughes Helicopters
Hughes Helicopters est un important constructeur d'hélicoptères militaires et civils des années 1950 aux années 1980.
Filiale d'Hughes Aircraft en 1947 puis d'Hughes Tool Company à partir de 1955, elle est intégrée en 1972 comme la Hughes Helicopter Division à la Summa Corporation (en). En 1981, l'entreprise prend le nom de Hughes Helicopters, Inc. jusqu'à sa vente en 1984 à McDonnell Douglas où elle devient McDonnell Douglas Helicopter Systems, puis MD Helicopters.
Hughes Helicopters est à l'origine du Boeing AH-64 Apache.
| Nom                     | Premier Vol | Nombre | Type                                      |
| ----------------------- | ----------- | ------ | ----------------------------------------- |
| Hughes XH-17            | 1952        | 1      | hélicoptère expérimental                  |
| Hughes 269              | 1956        | 2,800  | hélicoptère leger                         |
| Hughes OH-6 Cayuse      | 1963        | 1,420  | hélicoptère leger                         |
| Hughes 500              | 1963        | 4,700  | Version civil du OH-6                     |
| Hughes XV-9             | 1964        | 1      | hélicoptère expérimental                  |
| Hughes AH-64 Apache     | 1975        | 2,400  | hélicoptère d'attaque                     |
| Hughes 500 Defender     | 1976        | 471    |                                           |
| Hughes MH-6 Little Bird |             |        | Version pour les forces spéciales du OH-6 |